# Radenice (Ukraina)
Radenice (ukr. Раденичі, Radenyczi) – wieś na Ukrainie, w rejonie jaworowskim (do roku 2020 w rejonie mościskim) obwodu lwowskiego. Wieś liczy 1170 mieszkańców.

## Historia
Wieś szlachecka Radynice, własność Stadnickich, położona była w 1589 roku w ziemi przemyskiej województwa ruskiego. Później, w czasach I RP, wieś została królewszczyzną.
W II Rzeczypospolitej do 1934 Radenice były samodzielną gminą jednostkową. Następnie należały do zbiorowej wiejskiej gminy Pnikut w powiecie mościskim w woj. lwowskim. Po wojnie wieś weszła w struktury administracyjne Związku Radzieckiego.